# Camponotus anningensis
Camponotus anningensis é uma espécie de inseto do gênero Camponotus, pertencente à família Formicidae.